# Челозеро (озеро, Карелия, Архангельская область)
Челозеро — пресноводное озеро на территории Валдайского сельского поселения Сегежского района Республики Карелии и межселённой территории Онежского района Архангельской области.

## Общие сведения
Площадь озера — 6,6 км², площадь водосборного бассейна — 29,7 км². Располагается на высоте 182,9 метров над уровнем моря.
Форма озера лопастная, продолговатая: вытянуто с северо-запада на юго-восток. Берега изрезанные, каменисто-песчаные, местами заболоченные.
С юго-западной стороны озера вытекает река Чола, впадающая в реку Вожму, берущую начало из Пелозера и впадающую в Выгозеро.
В озере около двух десятков островов различной площади. Некоторые имеют название: Лобазный, Котец, Денесье, Куропать, Ефимьин, Кошелёк.
Код объекта в государственном водном реестре — 02020001211102000006880.

## Дополнительные ссылки
- ИТОГИ НАУЧНЫХ ИССЛЕДОВАНИЙ. oopt.aari.ru. Дата обращения: 29 марта 2020.